# ويلستيد (بيدفوردشير)
ويلستيد (بالإنجليزية: Wilstead)‏ هي قرية و أبرشية مدنية تقع في المملكة المتحدة في إنجلترا. يقدر عدد سكانها بـ 1,980 نسمة .